# Orizaba
Orizaba è una municipalità dello stato di Veracruz, nel Messico centrale, il cui capoluogo è la località omonima.
Conta 120 844 abitanti (2010) e ha una estensione di 27,89 km². Dal 2015 fa parte del programma Pueblos Mágicos.

## Cultura

### Università
La città è sede della Facoltà di Scienze Chimiche e della Facoltà di Infermieristica dell'Università Veracruzana. Ha anche altre università private.